# ギャラルホルン

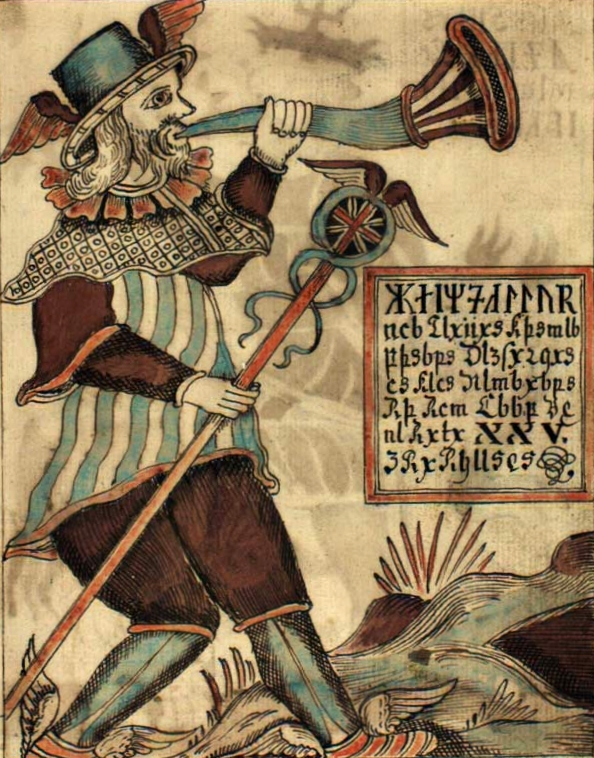
18世紀のアイスランドの写本『NKS 1867 4to』に見られる、ヘイムダルがギャラルホルンを吹いている姿。

ギャラルホルン（古ノルド語: Gjallarhorn, Giallarhorn、ギャッラルホルン、ギョッルの角笛）は、北欧神話においてアースガルズの門番であるヘイムダルが持つ角笛で、ラグナロクの到来を告げるという。

## 概要
角笛の名前は「gala」という言葉に由来する。この言葉は「叫ぶ」あるいは「歌い出す」という意味である。
また、シーグルズル・ノルダルによれば「galla」に由来し、「鳴り響く」「響きわたる」という意味であるという。
『スノッリのエッダ』第一部「ギュルヴィたぶらかし」の中でギャラルホルンという名前は、ミーミルが「ミーミルの泉」から知識と知恵を高める水を汲んで飲むときに用いる、角でできた杯の名前としても用いられている。

## 「巫女の予言」でのギャラルホルン
『古エッダ』の「巫女の予言」は、ギャラルホルンに最大で2度言及している。明示的に Gjallarhorn と書いてあるのは1度で、ラグナロクが到来したときにヘイムダルがギャラルホルンを高らかに吹くことを描写する。もう1点それと思われるのは、ミーミルの泉に「ヘイムダルの聴覚」(Heimdallar hljóð) が隠されていると述べる部分である。
- 「巫女の予言」原文（第27節、ノルダル校訂本に拠れば第19節）
Veit hon Heimdallar
hljóð um fólgit
undir heiðvönum
helgum baðmi;
á sér hon ausask
aurgum forsi
af veði Valföðrs.
Vituð ér enn eða hvat? 
（Sophus Bugge 版 より引用）
（大意：
ヘイムダルの角笛（hljóð）が聖なる樹の元に隠されている。
戦士の父（＝オーディン）の担保（＝眼球）から水がわき出している。
まだ、知りたいか？）

「ギュルヴィたぶらかし」では、ミーミルは自身が守る泉の水をギャラルホルンで飲んでいるため賢いとされている。
その泉の底には、オーディンが泉の水を飲むために担保として差し出した眼球が沈んでいるとされ、よって「巫女の予言」の当該箇所は、「ミーミルの泉がある、 聖なる樹ユグドラシルの根元に、ヘイムダルの角笛が隠されている」と理解されるのが一般的である。
ギャラルホルンが、世界が衰滅する最後の戦いの始まりを告げる、いわば「危険な楽器」であるためである。
しかしノルダルは、通常はギャラルホルンのことだと解される「hljóð」を、ヘイムダルの「聴覚」だと解釈している。
その理由としてノルダルはまず、ラグナロクが迫った時にヘイムダルの手元にギャラルホルンがなければ意味がないことを挙げる。
また「fólgit」という語は、「安全な場所にギャラルホルンを保管する」という意味ではなく、「担保に入れる」と解すべきであるが、角笛そのものを担保に入れるとは考えられない。
ところで、角笛を指すのにここで最も適切な語は「horn」であるはずだが、「hljóð」という単語を詩人が用いている。
「hljóð」は「角笛の鳴る音」を意味する語で、転じて「角笛」を指すようになったが、本来は「傾聴」という意味である。
したがってこの節は、ギャラルホルンではなくヘイムダルの「聴覚」がオーディンの眼とともに担保に入れられたのだと解釈できる、としている。
ノルダルはさらに、アースガルズの板囲いの修理を請け負った工匠の巨人に対して約束の報酬を払わなかった誓約違反によって訪れた運命から救われる方法として、アース神族が選択したのが、ミーミルの知恵の泉の一口分を得るのに、オーディンの視力とヘイムダルの聴力をミーミルに渡すことであったと推論している。
つまり神々は賢さの代償に、外部に対する感覚を失ったのだとしている。
一切が混乱する前にヘイムダルがギャラルホルンを吹かなかったのは彼の聴力が弱化したためだとは断言できないものの、これらのことが神々の滅びの新しい段階であると、ノルダルは述べている。
もちろんこの説を不自然として退ける研究者もいる。